# Badgingarra-Nationalpark
Der Badgingarra-Nationalpark (engl.: Badgingarra National Park) ist ein Nationalpark im Südwesten des australischen Bundesstaates Western Australia, 166 km nördlich von Perth am Brand Highway.
Der Park ist 13.108 ha groß und besteht aus hochgelegenem Felsstufenland und niedrigem, sandigem Hügelland. Er ist bekannt für die Vielfalt seiner Wildblumen. Der Mullering Brook durchzieht den Nationalpark und bildet einen Sumpf.

## Flora
Größtenteils ist das Gebiet mit niedrigem Gestrüpp bedeckt, das beispielsweise aus dem seltenen „Badgingarra Mallee“ (Eucalyptus pendens), Arten der Gattung „Känguru-Blumen“ (Anigozanthos), dem „Mottlecah“ (Eucalyptus macrocarpa), dem „Smokebush“ (einer Conospermum-Art), Banksien- und Verticordia-Arten besteht. Die Gegend ist von Waldsterben betroffen.
Einige der sehenswerten Pflanzenarten im Nationalpark sind Hakea flabellifolia und Strangea cynachicarpa.

## Fauna
Viele Tiere, wie Graue Kängurus, Emus, Bussarde und Keilschwanzadler findet man ebenfalls im Park.